# FK Droujba Maïkop
Le Futbolny klub Droujba Maïkop, plus communément appelé Droujba Maïkop (russe : «Дружба» Майкоп), est un club de football russe fondé en 1963 et basé à Maïkop.
Il évolue en quatrième division russe depuis la saison 2023-2024.

## Histoire
Formé en 1963 sous le nom Ourojaï Maïkop, le club adopte définitivement celui de Droujba Maïkop à partir de 1968. 
Après la dissolution de l'Union soviétique, le club, qui évoluait en troisième division, est directement promu dans la nouvelle deuxième division russe en 1992, où il se maintient jusqu'à sa relégation à l'issue de la saison 1998. Il n'a depuis plus quitté la troisième division, où il évolue dans la zone Sud en tant qu'équipe de milieu de classement.

## Bilan sportif

### Palmarès
| Période russe | Période soviétique |
| - Coupe de Russie - Demi-finales : 1993. - Championnat de Russie de D2 - Huitième : 1994. - Championnat de Russie de D3 - Troisième : 2020. | - Coupe d'Union soviétique - Seizièmes de finale : 1987 et 1988. - Championnat d'Union soviétique de D3 - Vainqueur de la phase finale : 1969. - Vainqueur de groupe : 1968 et 1969. |

### Classements en championnat
La frise ci-dessous résume les classements successifs du club en championnat d'Union soviétique.
La frise ci-dessous résume les classements successifs du club en championnat de Russie.

### Bilan par saison
Légende
- Promotion en division supérieure
- Relégation en division inférieure

#### Période soviétique
| Saison | Championnat | Championnat | Championnat | Championnat | Championnat | Championnat | Championnat | Championnat | Championnat | Championnat | Coupe d'URSS          |
| Saison | Division    | Pos         | Pts         | J           | V           | N           | D           | BP          | BC          | Diff        | Coupe d'URSS          |
| ------ | ----------- | ----------- | ----------- | ----------- | ----------- | ----------- | ----------- | ----------- | ----------- | ----------- | --------------------- |
| 1963   | 3e Russie 3 | 12e         | 25          | 30          | 9           | 7           | 14          | 27          | 36          | -9          | Huitièmes de finale Q |
| 1964   | 3e Russie 4 | 17e         | 28          | 34          | 9           | 10          | 15          | 24          | 38          | -14         | Huitièmes de finale Q |
| 1965   | 3e Russie 4 | 7e          | 41          | 38          | 16          | 9           | 13          | 57          | 46          | +11         | —                     |
| 1966   | 3e Russie 4 | 10e         | 39          | 38          | 16          | 7           | 15          | 59          | 39          | +20         | Huitièmes de finale Q |
| 1967   | 3e Russie 4 | 9e          | 39          | 38          | 14          | 11          | 13          | 43          | 35          | +8          | Quarts de finale Q    |
| 1968   | 3e Russie 3 | 1er         | 61          | 40          | 28          | 5           | 7           | 63          | 21          | +42         | Huitièmes de finale Q |
| 1969   | 3e Russie 4 | 1er         | 49          | 34          | 20          | 9           | 5           | 49          | 17          | +32         | —                     |
| 1970   | 3e Zone 2   | 11e         | 42          | 42          | 15          | 12          | 15          | 36          | 34          | +2          | 64es de finale        |
| 1971   | 3e Zone 3   | 2e          | 48          | 38          | 18          | 12          | 8           | 44          | 20          | +24         | —                     |
| 1972   | 3e Zone 3   | 7e          | 38          | 36          | 14          | 10          | 12          | 39          | 31          | +8          | —                     |
| 1973   | 3e Zone 3   | 3e          | 39          | 34          | 18          | 6           | 10          | 39          | 25          | +14         | —                     |
| 1974   | 3e Zone 4   | 5e          | 48          | 40          | 20          | 8           | 12          | 55          | 34          | +21         | —                     |
| 1975   | 3e Zone 3   | 4e          | 50          | 38          | 22          | 6           | 10          | 57          | 29          | +28         | —                     |
| 1976   | 3e Zone 4   | 11e         | 38          | 40          | 14          | 10          | 16          | 39          | 30          | +9          | —                     |
| 1977   | 3e Zone 4   | 10e         | 44          | 42          | 16          | 12          | 14          | 56          | 54          | +2          | —                     |
| 1978   | 3e Zone 3   | 6e          | 54          | 46          | 20          | 14          | 12          | 42          | 39          | +3          | —                     |
| 1979   | 3e Zone 3   | 13e         | 49          | 48          | 20          | 9           | 19          | 56          | 54          | +2          | —                     |
| 1980   | 3e Zone 3   | 11e         | 32          | 34          | 11          | 10          | 13          | 39          | 40          | -1          | —                     |
| 1981   | 3e Zone 3   | 12e         | 31          | 34          | 10          | 11          | 13          | 40          | 48          | -8          | —                     |
| 1982   | 3e Zone 3   | 10e         | 31          | 32          | 12          | 7           | 13          | 34          | 35          | -1          | —                     |
| 1983   | 3e Zone 3   | 15e         | 17          | 30          | 5           | 7           | 18          | 24          | 55          | -31         | —                     |
| 1984   | 3e Zone 3   | 12e         | 25          | 30          | 9           | 7           | 14          | 26          | 42          | -16         | —                     |
| 1985   | 3e Zone 3   | 7e          | 30          | 30          | 12          | 6           | 12          | 53          | 41          | +12         | —                     |
| 1986   | 3e Zone 3   | 2e          | 43          | 32          | 20          | 3           | 9           | 59          | 36          | +23         | —                     |
| 1987   | 3e Zone 3   | 5e          | 40          | 32          | 17          | 6           | 9           | 42          | 39          | +3          | —                     |
| 1988   | 3e Zone 3   | 4e          | 46          | 38          | 20          | 6           | 12          | 58          | 35          | +23         | Seizièmes de finale   |
| 1989   | 3e Zone 3   | 5e          | 52          | 42          | 23          | 6           | 13          | 72          | 48          | +24         | Seizièmes de finale   |
| 1990   | 3e Centre   | 7e          | 45          | 42          | 19          | 7           | 16          | 56          | 56          | 0           | 64es de finale        |
| 1991   | 3e Centre   | 15e         | 38          | 42          | 15          | 8           | 19          | 58          | 59          | -1          | 32es de finale        |

#### Période russe
| Saison    | Championnat | Championnat | Championnat | Championnat | Championnat | Championnat | Championnat | Championnat | Championnat | Championnat | Coupe de Russie     |
| Saison    | Division    | Pos         | Pts         | J           | V           | N           | D           | BP          | BC          | Diff        | Coupe de Russie     |
| --------- | ----------- | ----------- | ----------- | ----------- | ----------- | ----------- | ----------- | ----------- | ----------- | ----------- | ------------------- |
| 1992      | 2e Ouest    | 4e          | 42          | 34          | 17          | 8           | 9           | 57          | 42          | +15         | —                   |
| 1993      | 2e Ouest    | 7e          | 49          | 42          | 20          | 9           | 13          | 70          | 55          | +15         | Demi-finales        |
| 1994      | 2e          | 8e          | 44          | 42          | 18          | 8           | 16          | 51          | 57          | -6          | 32es de finale      |
| 1995      | 2e          | 18e         | 50          | 42          | 14          | 8           | 20          | 51          | 65          | -14         | 64es de finale      |
| 1996      | 2e          | 16e         | 53          | 42          | 15          | 8           | 19          | 50          | 47          | +3          | 64es de finale      |
| 1997      | 2e          | 15e         | 57          | 42          | 17          | 6           | 19          | 51          | 62          | -11         | Seizièmes de finale |
| 1998      | 2e          | 18e         | 50          | 42          | 13          | 11          | 18          | 45          | 55          | -10         | 32es de finale      |
| 1999      | 3e Sud      | 5e          | 71          | 36          | 20          | 11          | 5           | 80          | 27          | +53         | Seizièmes de finale |
| 2000      | 3e Sud      | 4e          | 83          | 38          | 27          | 2           | 9           | 89          | 27          | +62         | 32es de finale      |
| 2001      | 3e Sud      | 11e         | 52          | 38          | 15          | 7           | 16          | 47          | 62          | -15         | Tour préliminaire   |
| 2002      | 3e Sud      | 8e          | 66          | 40          | 21          | 3           | 16          | 63          | 47          | +16         | 256es de finale     |
| 2003      | 3e Sud      | 11e         | 52          | 38          | 14          | 10          | 14          | 45          | 46          | -1          | 64es de finale      |
| 2004      | 3e Sud      | 12e         | 39          | 32          | 10          | 9           | 13          | 39          | 47          | -8          | 256es de finale     |
| 2005      | 3e Sud      | 9e          | 30          | 24          | 8           | 6           | 10          | 33          | 36          | -3          | 256es de finale     |
| 2006      | 3e Sud      | 11e         | 36          | 32          | 10          | 6           | 16          | 36          | 48          | -12         | 128es de finale     |
| 2007      | 3e Sud      | 5e          | 41          | 28          | 15          | 6           | 7           | 39          | 32          | +7          | 128es de finale     |
| 2008      | 3e Sud      | 10e         | 42          | 34          | 12          | 6           | 16          | 39          | 57          | -18         | 256es de finale     |
| 2009      | 3e Sud      | 11e         | 42          | 34          | 12          | 6           | 16          | 45          | 47          | -2          | 256es de finale     |
| 2010      | 3e Sud      | 9e          | 41          | 32          | 12          | 5           | 15          | 37          | 40          | -3          | 256es de finale     |
| 2011-2012 | 3e Sud      | 12e         | 41          | 34          | 10          | 11          | 13          | 42          | 44          | -2          | 256es de finale     |
| 2011-2012 | 3e Sud      | 12e         | 41          | 34          | 10          | 11          | 13          | 42          | 44          | -2          | 256es de finale     |
| 2012-2013 | 3e Sud      | 13e         | 35          | 32          | 9           | 8           | 15          | 33          | 48          | -15         | 128es de finale     |
| 2013-2014 | 3e Sud      | 15e         | 32          | 34          | 8           | 8           | 18          | 26          | 47          | -21         | 256es de finale     |
| 2014-2015 | 3e Sud      | 10e         | 30          | 36          | 8           | 6           | 22          | 33          | 49          | -16         | 64es de finale      |
| 2015-2016 | 3e Sud      | 14e         | 20          | 26          | 5           | 5           | 16          | 22          | 44          | -22         | 256es de finale     |
| 2016-2017 | 3e Sud      | 9e          | 38          | 30          | 11          | 5           | 14          | 36          | 45          | -9          | 128es de finale     |
| 2017-2018 | 3e Sud      | 6e          | 50          | 32          | 15          | 5           | 12          | 36          | 45          | -9          | 128es de finale     |
| 2018-2019 | 3e Sud      | 5e          | 45          | 28          | 15          | 0           | 13          | 33          | 36          | -3          | 64es de finale      |
| 2019-2020 | 3e Sud      | 3e          | 34          | 19          | 10          | 4           | 5           | 29          | 26          | +3          | 128es de finale     |
| 2020-2021 | 3e Groupe 1 | 14e         | 25          | 32          | 7           | 4           | 21          | 27          | 79          | -52         | 128es de finale     |
| 2021-2022 | 3e Groupe 1 | 11e         | 32          | 32          | 7           | 11          | 14          | 25          | 44          | -19         | 256es de finale     |
| 2022-2023 | 3e Groupe 1 | 10e         | 25          | 18          | 7           | 4           | 7           | 18          | 22          | -4          | 128es de finale     |
| 2023      | 4e Groupe 1 | en cours    | en cours    | en cours    | en cours    | en cours    | en cours    | en cours    | en cours    | en cours    | 64es de finale      |

## Entraîneurs
La liste suivante présente les différents entraîneurs du club depuis 1963.
- Nikolaï Rasskazov (1963)
- Ievgueni Gorbounov (1964)
- Vladimir Koulaguine (1965)
- Anatoli Ponomarev (1966)
- Edouard Danilov (1967-1968)
- Gueorgui Bezboguine (1969)
- Viktor Belov (1969-1970)
- Rouslanbek Dzassokhov (1971-1974)
- Gueorgui Bezboguine (1975-1979)
- Boris Litvinov (1980)
- Vladimir Echtrekov (1981-1982)
- Aleksandr Pakhomkine (1983)
- Gueorgui Bezboguine (1984-1988)
- Ievgueni Lovchev (1989)
- Soferbi Iechougov (1989-1991)
- Nourbi Khakounov (1992-1993)
- Soferbi Iechougov (1994-1997)
- Vitali Aksionov (1997-1998)
- Adam Natkho (1999-2005)
- Nourbi Tatarov (2006)
- Adam Natkho (2007-2008)
- Soferbi Iechougov (mars 2009-janvier 2010)
- Mourat Zekokh (mars 2010-mars 2011)
- Anzor Koblev (mars 2011-octobre 2012)
- Ramazan Choumakhov (octobre 2012-décembre 2014)
- Kalin Stepanian (mars 2015-juin 2015)
- Sergueï Boutenko (juillet 2015-octobre 2015)
- Bibert Kaghado (octobre 2015-juillet 2016)
- Oleksandr Deriberin (juillet 2016-septembre 2016)
- Denis Popov (septembre 2016-novembre 2017)
- Soferbi Iechougov (janvier 2018-)